# Gmina Czaszka
Gmina Czaszka (mac. Општина Чашка) – gmina w centralnej Macedonii Północnej.
Graniczy z gminami: Studeniczani i Zełenikowo od północy, Wełes, Rosoman i Gradsko od wschodu, Makedonski Brod i Dołneni od zachodu oraz Kawadarci i Prilep od południa.
Skład etniczny
- 57,28% – Macedończycy
- 35,23% – Albańczycy
- 5,7% – Turcy
- 0,87% – Boszniacy
- 0,72% – Serbowie
- 0,2% – pozostali

Gmina powstała w 2003 roku, z połączenia gmin Bogomiła oraz Izwor.
W skład gminy wchodzą 41 wsie: Banica, Bistrica, Bogomiła, Busiłci, Cresznewo, Czaszka, Dołno Jabołcziszte, Dołno Wranowci, Drenowo, Ełowec, Gabrownik, Gołozinci, Gorno Jaboliszte, Gorno Wranowci, Izwor, Kapinowo, Krajnici, Kriwa Krusza, Krnino, Lisicze, Martołci, Mełnica, Mokreni, Neżiłowo, Nowo Seło, Omorani, Oraow Doł, Oresze, Otisztino, Papradiszte, Płeweńe, Pomenowo, Popadija, Rakowec, Smilowci, Sogłe, Stepanci, Stari Grad, Teowo, Witanci, Władiłowci, Wojnica.